# Moto Guzzi

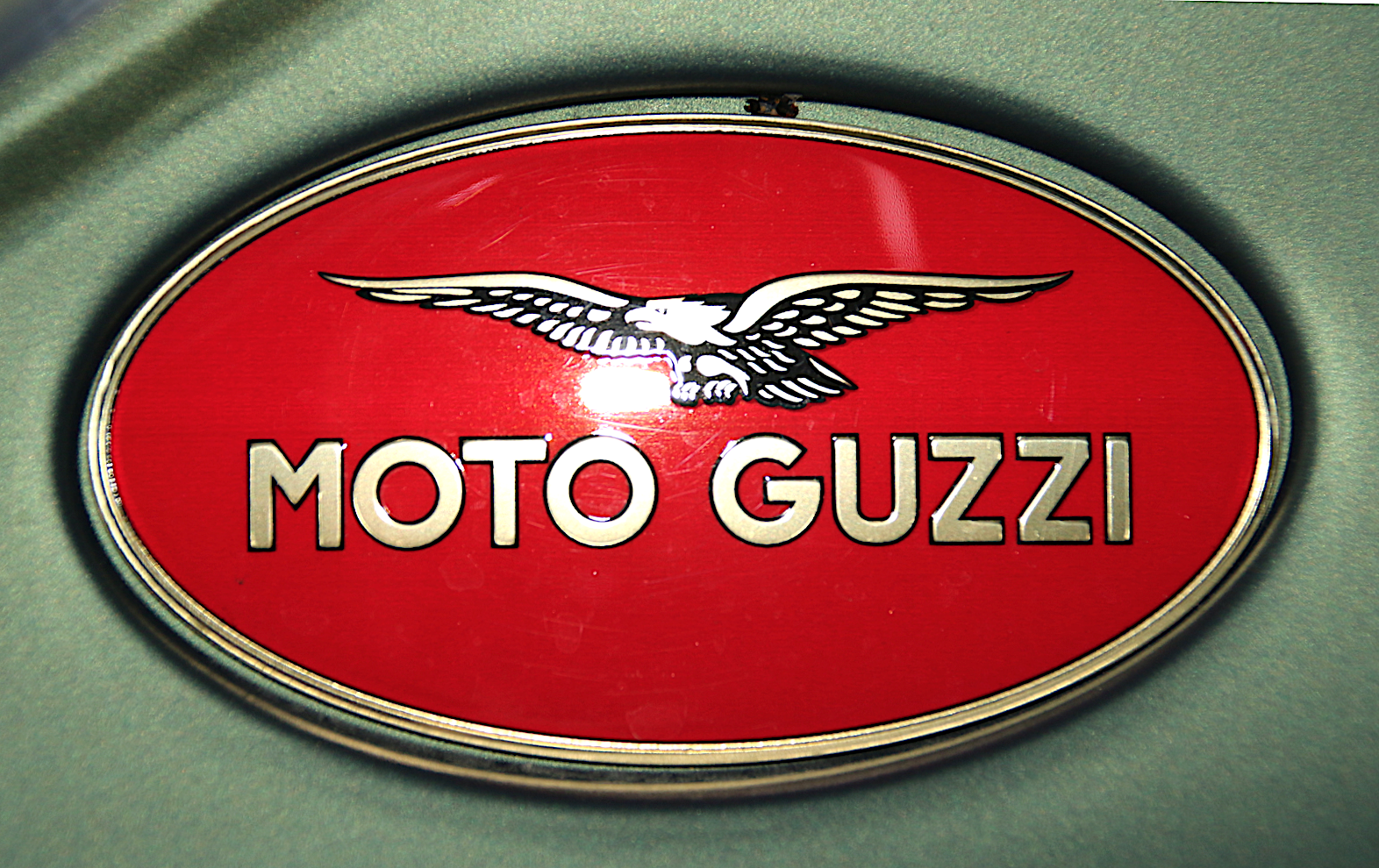
Moto Guzzi-embléma

A Moto Guzzi a legrégebbi európai motorkerékpár-gyártó, amely alapítása óta folyamatosan motorkerékpárokat gyárt.
Az 1921-ben, az olaszországi Mandello del Larióban alapított vállalat az olasz motorkerékpár-gyártásban, illetve a motorversenyzésben világszerte betöltött szerepéről és az iparági innovációkról (többek között az első motorkerékpár centrális vázról, a szélcsatorna használatáról és nyolchengeres motorjáról) ismert.
2004 óta a Moto Guzzi egyetlen részvényese a Piaggio & C. S.p.A., amelynek 100%-os tulajdonában lévő leányvállalata. Az anyacég a darabértékesítés alapján Európa legnagyobb és a világ negyedik legnagyobb motorkerékpár-gyártója.
A cég motorkerékpárjai a hatvanas évek vége óta elsősorban a négyütemű, léghűtéses, hosszanti főtengelyes, 90°-os, V2-es motorjaikról és a kardános hajtásukról ismertek, az elrendezésből fakadóan pedig a motorblokkokból a tank alól kétfelé áll ki a két henger és hengerfej.

## Története
Más, évtizedek óta fennmaradt, nagy múltú motorkerékpár-gyártókhoz hasonlóan a Moto Guzzi is egy sor üzleti cikluson és egy sor tulajdonosi változásoson ment keresztül.

### 1921–1966 – Eredet
A Moto Guzzi a Corpo Aeronautico Militare (az olasz katonai légitársaság, CAM ) két pilótája, Giorgio Parodi, Giovanni Ravelli, illetve szerelőjük, Carlo Guzzi ötletéből fogant meg az első világháború alatt. Ugyanahhoz a  Velencén kívüli Miraglia osztaghoz osztották be őket, s itt jól megismerték egymást, annak ellenére, hogy társadalmi és jóléti háttérük eltérő volt. A háború után motorkerékpár-gyártó cég létrehozását tervezgették. Parodi (gazdag genovai hajótulajdonosok fia) finanszírozta volna a vállalkozást, Ravelli (már híres pilóta és motorversenyző) a motorokat népszerűsítette volna a versenyzéshez, s Guzzi tervete volna a motorokat. Ravelli azonban néhány nappal a háború vége után egy repülőgép-balesetben meghalt, őrá a Moto Guzzi logó sasszárnyak emlékeztetnek.

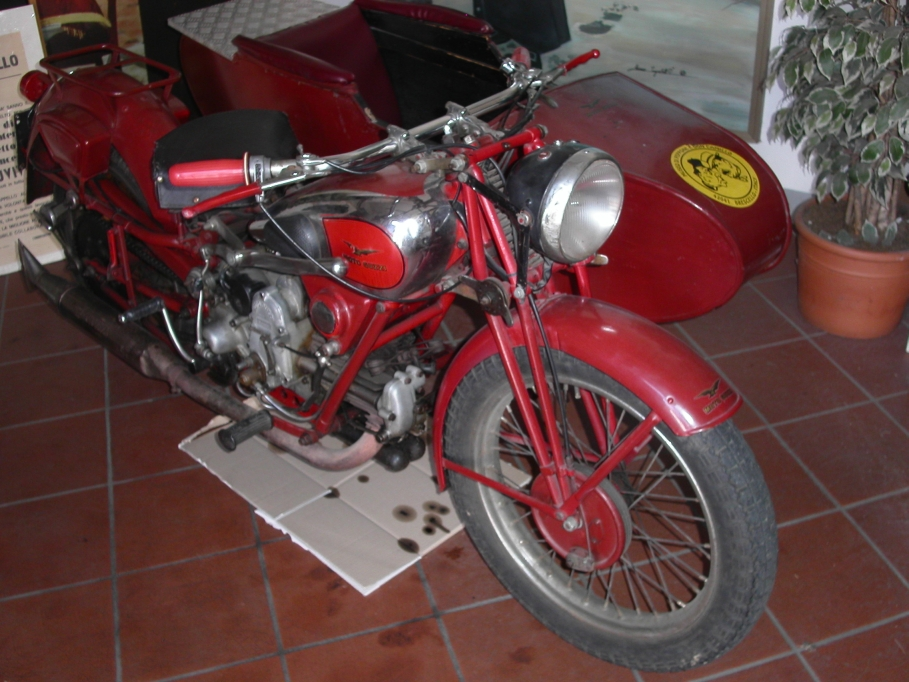
Moto Guzzi, Brescello Múzeum

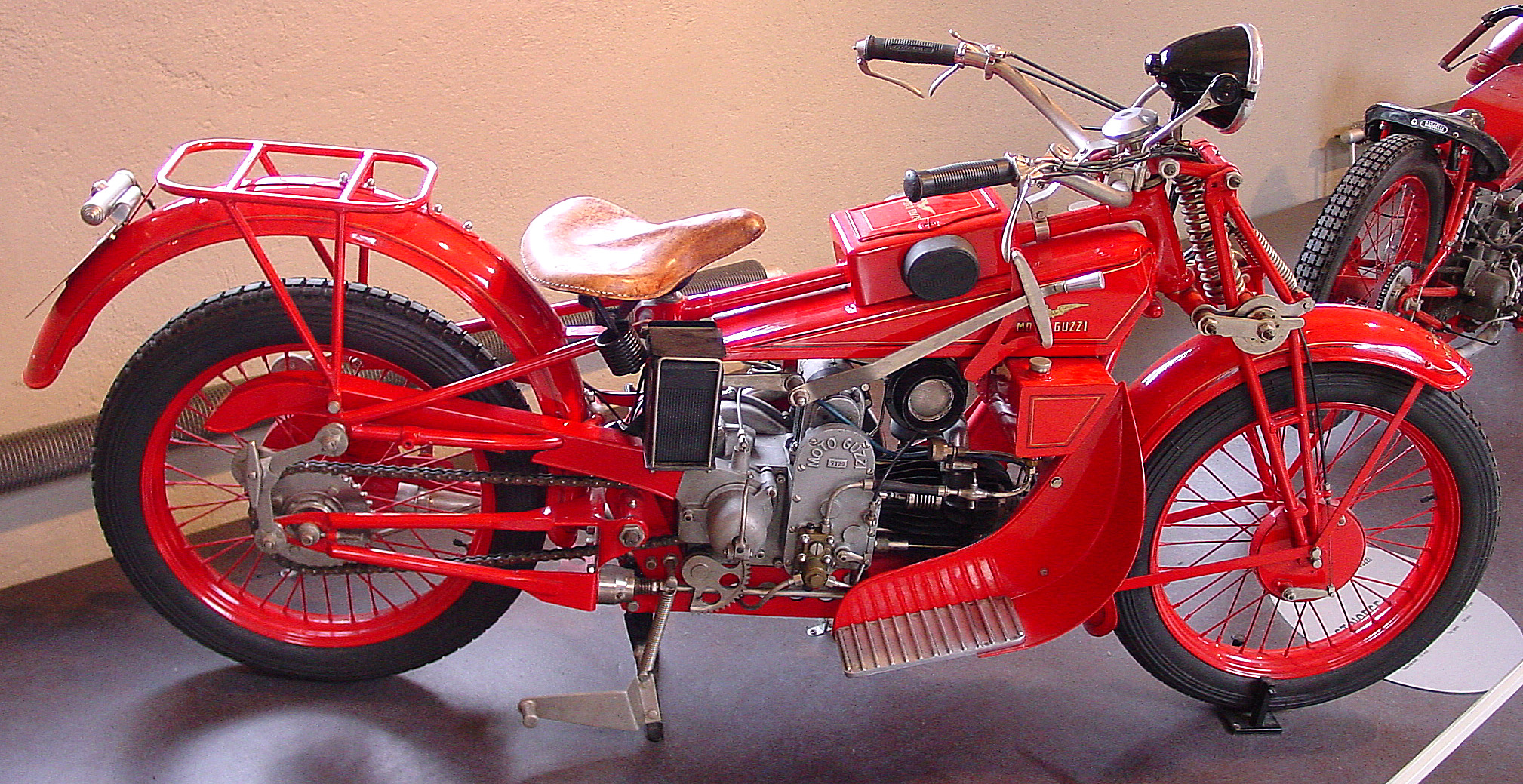
A GT Norge, Moto Guzzi Múzeum, Mandello del Lario, 4000 mi az Északi-sarkkörig 1928-ban

Giorgio Parodi testvéreivel, Angelo és Carlo Guzzival 1921. március 15-én létrehozott egy magánkézben lévő csendestársi társaságot, a „Società Anonima Moto Guzzi”-t, hogy motorkerékpárokat gyártsanak és értékesítsenek.
A cég székhelye Genovában, Olaszországban, a telephelye Mandellóban volt. A legelső motorkerékpárok a GP (Guzzi-Parodi) nevet viselték, bár a márka gyorsan Moto Guzzira változott. Ennek oka: kizárólagos részvényesként Parodi védeni akarta a hajózási vagyonát, s félt, hogy a GP nevet esetleg összetévesztenék a Giorgio Parodi néve kezdőbetűivel. Carlo Guzzi kezdetben minden legyártott motorkerékpár után jogdíjat kapott, bár volt tulajdona a nevét viselő cégben. 1946-ban a Moto Guzzi hivatalosan Moto Guzzi S.p.A-vá alakult, Giorgio Parodi elnökségével.
Carlo Guzzi első motorterve egy fekvő egyhengeres motor volt, amely később különféle méretekben a vállalat történetének első 45 évét le is fedte. 1934-ig minden motoron szerepelt a szerelő aláírása, aki építette. Az eredeti elképzeléseknek megfelelően a cég a versenyzést használta a márka népszerűsítésére. Az 1935-ös Isle of Man TT-n a Moto Guzzi gyári versenyzője, Stanley Woods lenyűgöző kettős győzelmet aratott könnyűsúlyú TT-ben és a Senior TT-ben.
Az 1940-es évek közepéig a hagyományos, fekvő, négyütemű, egyhengeres, 500 köbcentiméteres motorok egy felső és egy oldalsó szeleppel készültek, azaz vegyes vezérlésűek voltak. A cég a hivatalos versenycsapatot és a magánversenyzőket nagyobb teljesítményű versenygépekkel látta el, ők magasatt bütykös, többszelepes konfigurációjú blokkokat kaptak.

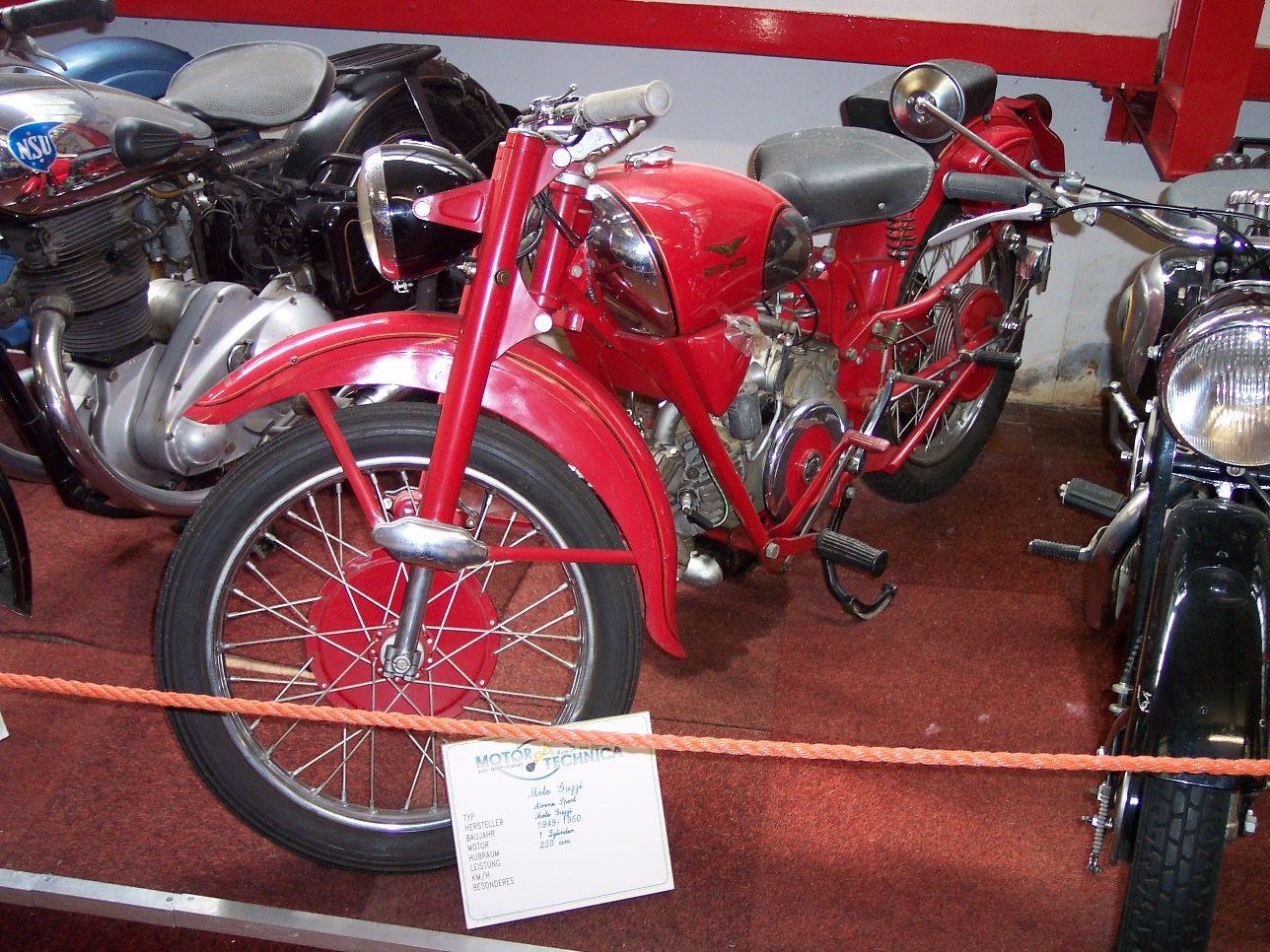
Moto Guzzi Airone Sport, 1949

Az 1950-es években a Moto Guzzi a Gilera és a Mondial márkákkal együtt vezette a Grand Prix motorversenyzés élvonalában volt. Tartós és könnyű 250 és 350 köbcentiméteres – Giulio Carcano által tervezett – motorokkal a cég uralta a középsúlyú osztályokat. A gyár öt egymást követő évben nyerte el a 350 köbcentiméteresek világbajnoki címét 1953 és 1957 között. Carcano ezek után egy V8-as, 500 köbcentiméteres motort tervezett, miután felismerte, hogy a kis tömeg önmagában nem biztos, hogy a továbbiakban is győzelmeket hoz a cég számára. A V8-as, 500-as GP versenymotor blokkja korának egyik legösszetettebb motorja volt. Annak ellenére, hogy a versenygép sok futamot vezetett, s gyakran a leggyorsabb köridőt érte el, a V8-as meglehetősen gyakran kiesett a versenyekből mechanikai problémák miatt. Fejlesztése akkor ért véget, amikor a Moto Guzzi (fő versenytársaival, a Gilerával és a Mondiallal együtt) az 1957-es szezon után, a növekvő költségekre és a motorkerékpár-eladások csökkenésére hivatkozva kivonult a versenyzésből. Mire a cég kiszállt a Grand Prix-versenyekből, a Moto Guzzi 3329 hivatalos futamot, 8 világbajnokságot, 6 konstruktőri bajnokságot és 11 Isle of Man TT-győzelmet szerzett.
A második világháború utáni időszak éppoly nehéz volt Mandello del Larióban, mint a háború utáni Európában, bárhol. A komor időkben a megoldást az olcsó, könnyebb motorok gyártása hozta el. Az 1946-os „Motoleggera”, amely egy 65 köbcentiméteres, könnyű motorkerékpár volt, nagyon népszerűvé vált a háború utáni Olaszországban. A négyütemű, „Galletto” néven ismert 175 köbcentiméteres robogó is jól fogyott. Bár a cég kínálatában a motorok hengerűrtartalma kisebb lett, a motorok kivitelét továbbra is Guzzi innovációja és minőség iránti elkötelezettsége jellemezte. A Galletto-modell kezdetben lábbal váltható háromfokozatú (160 köbcentis) váltóval készült, 1952 végére pedig négyfokozatú ( és 175 köbcentis) lett. 1954-ben a lökettérfogatot 192 köbcentiméterre növelték, önindítóval pedig 1961-ben látták el a típust.
A Moto Guzzi nem tett komoly erőfeszítéseket, hogy a robogók piacára bejusson, holott a motorkerékpárok népszerűsége a második világháború után hanyatlani kezdett. Ennek ellenére az olasz robogógyártók nem nézték jó szemmel a Moto Guzzi esetleges térnyerését. Az első nagykerekű robogó, a Galletto megalkotásával a Moto Guzzi ugyan nem állt közvetlen versenyben a kiskerekű robogók gyártóival, például a Piaggióval (Vespa) és a Lambrettával, ennek ellenére a háború utáni olasz motorkerékpár- és robogópiac egyensúlya annyira kényes volt, hogy amikor a Guzzi kifejlesztette kiskerekű robogó-prototípusát, a Lambretta hamarosan előállt egy kis V2-es prototípusával, s e modell közvetlenül a Moto Guzzi profiljában lépett volna piacra. A két cég kompromisszumot kötött: a Guzzi lemondott a kiskerekű robogók, a Lambretta pedig a motorkerékpárok gyártásáról. Megjegyzés: a Lambretta 1953-as motorkerékpár-prototípusához készített hajtáslánc és a Moto Guzzi által több mint tíz évvel később kifejlesztett V2+kardántengely-elrendezés (amely végül a vállalat ikonjává vált) meglepő hasonlóságot mutat.
1964-re a vállalat teljes pénzügyi válságba került. Emanuele Parodi és fia, Giorgio meghalt, Carlo Guzzi visszavonult, az irányítást Enrico Parodi, Giorgio testvére kapta. Carlo Guzzi rövid davosi kórházi tartózkodása után, 1964. november 3-án halt meg Mandellóban.

### 1967–1973 – SEIMM-év

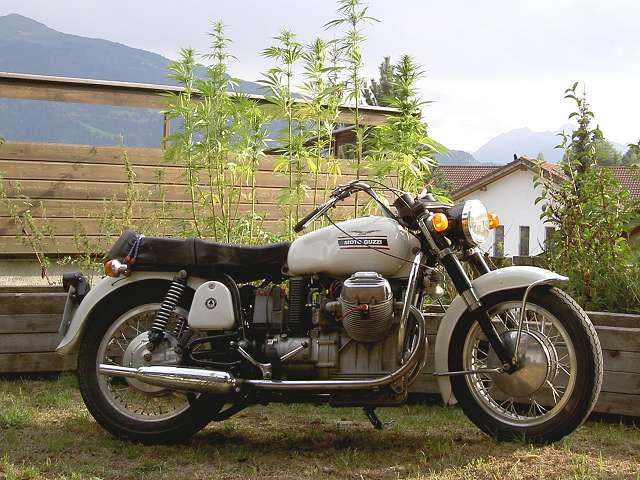
V7 750 Speciale (1969)

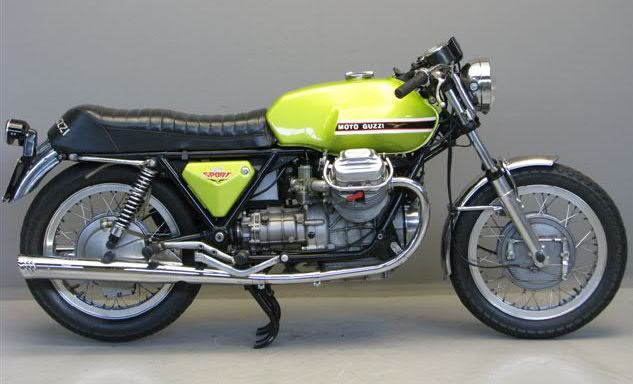
V7 Sport

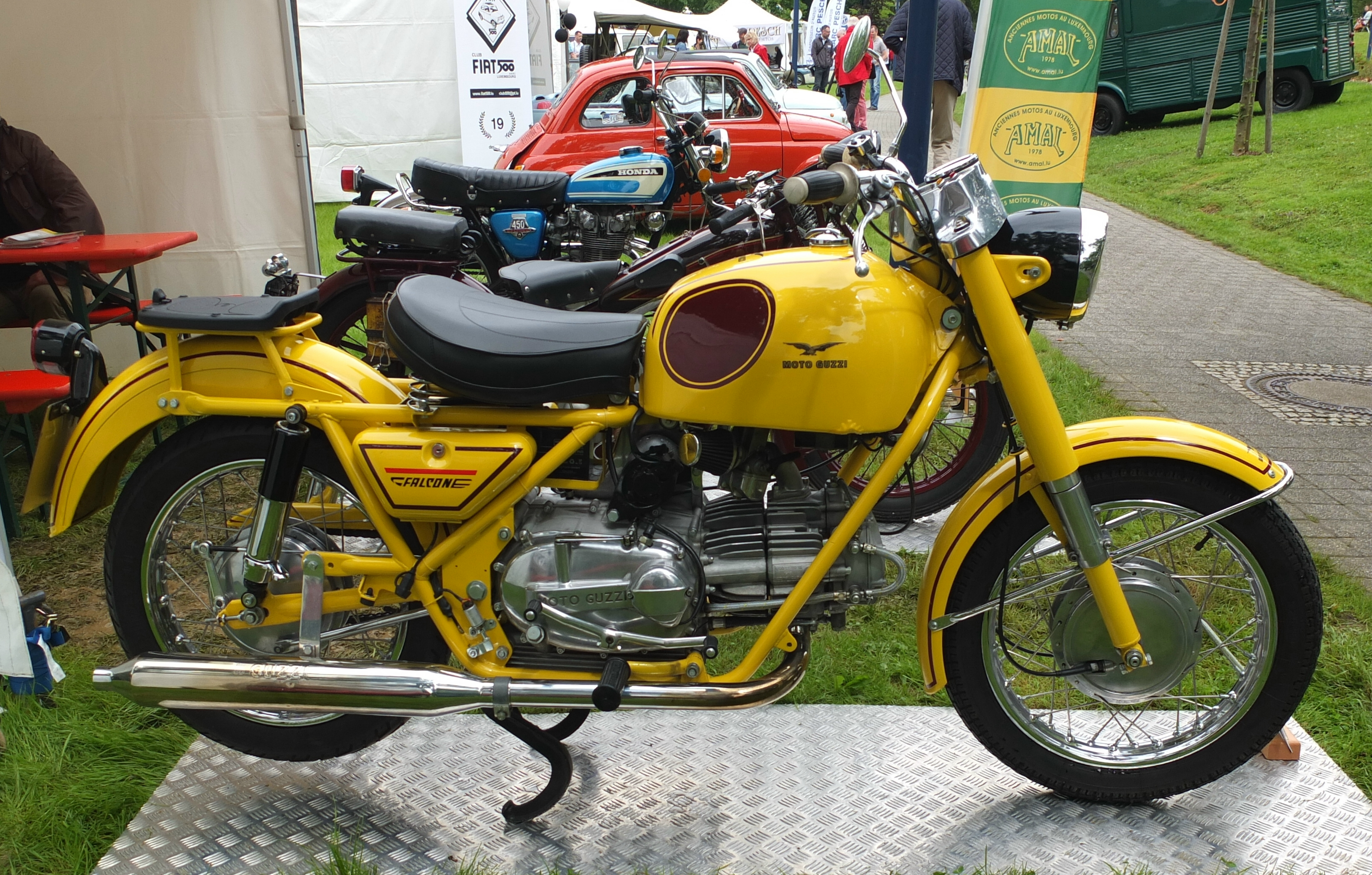
Egyedi Nuovo Falcone Militare (1970)

1967 februárjában a SEIMM (Società Esercizio Industrie Moto Meccaniche), egy állami irányítású vevő átvette a Moto Guzzi tulajdonjogát. A SEIMM felügyelete azt látta, hogy a Moto Guzzi alkalmazkodott a motorkerékpárok helyett az autók felé történő kulturális elmozduláshoz. A cég a népszerű könnyűsúlyú segédmotoros kerékpárokra összpontosított, beleértve a Dingót és a Trottert – és a 125 köbcentis Stornello motorkerékpárt. Ugyancsak a SEIMM évei alatt Guzzi kifejlesztette a 90° V-os ikermotort, amelyet Giulio Cesare Carcano tervezett, és amely a Moto Guzzi ikonjává vált.
Bár a Moto Guzzi számtalan konfigurációjú motort alkalmazott, egyik sem szimbolizálja jobban a vállalatot, mint a léghűtéses, 90°-os V-kettes motor, amelynek forgattyús tengelye hosszanti irányú, és a motor keresztirányú hengerfejei a motor mindkét oldalán kiemelkednek. Az eredeti V-twin motort az 1960-as évek elején Giulio Cesare Carcano mérnök, a DOHC V8-as Grand Prix versenyautó tervezője tervezte. A léghűtéses, hossztengelyes forgattyús tengelyű, keresztirányú hengerűrtartalmú, tolórudas V-twin 700 köbcentiméteres lökettérfogattal és 45 lóerővel (34 kW) kezdte életét – az olasz kormány által támogatott, új rendőrségi motorkerékpárra kiírt verseny megnyerésére tervezték. A robusztus, tengelyhajtású, léghűtéses V-twin nyert, és a Moto Guzzi újból versenyképessé vált. Ezt az 1967-es Moto Guzzi V7-et az eredeti Carcano motorral folyamatosan fejlesztették az 1200 köbcentis, 80 lóerős (60 kW) változatokra. Lino Tonti az 1971-es Moto Guzzi V7 Sport számára áttervezte a motort. Ez a motor képezte az alapját a 750 köbcentis, 1100 köbcentis és 1200 köbcentis Guzzi motoroknak. A hosszanti forgattyús tengely és a motor tájolása enyhe giroszkóphatást eredményez, ami kanyarokban kissé aszimmetrikus viselkedést eredményez.

### 1973–2000 – De Tomaso-év
Miután az 1960-as évek végén pénzügyi nehézségekkel küzdött, a De Tomaso Industries Inc. (D.T.I. Group vagy DTI), a De Tomaso sport- és luxusautók gyártója, amely Alejandro de Tomaso argentin gyáros tulajdonában volt, 1973-ban a Benellivel és a Maseratival együtt megvásárolta a SEIMM-et (és ezáltal a Moto Guzzit). Tomaso irányítása alatt a Moto Guzzi visszatért a nyereségességhez, bár más jelentések szerint a Moto Guzziba történő korlátozott befektetések időszaka következett, ami annak tulajdonítható, hogy a DTI a Moto Guzzit pénzügyileg használta, és autóipari vállalkozásait helyezte előtérbe.

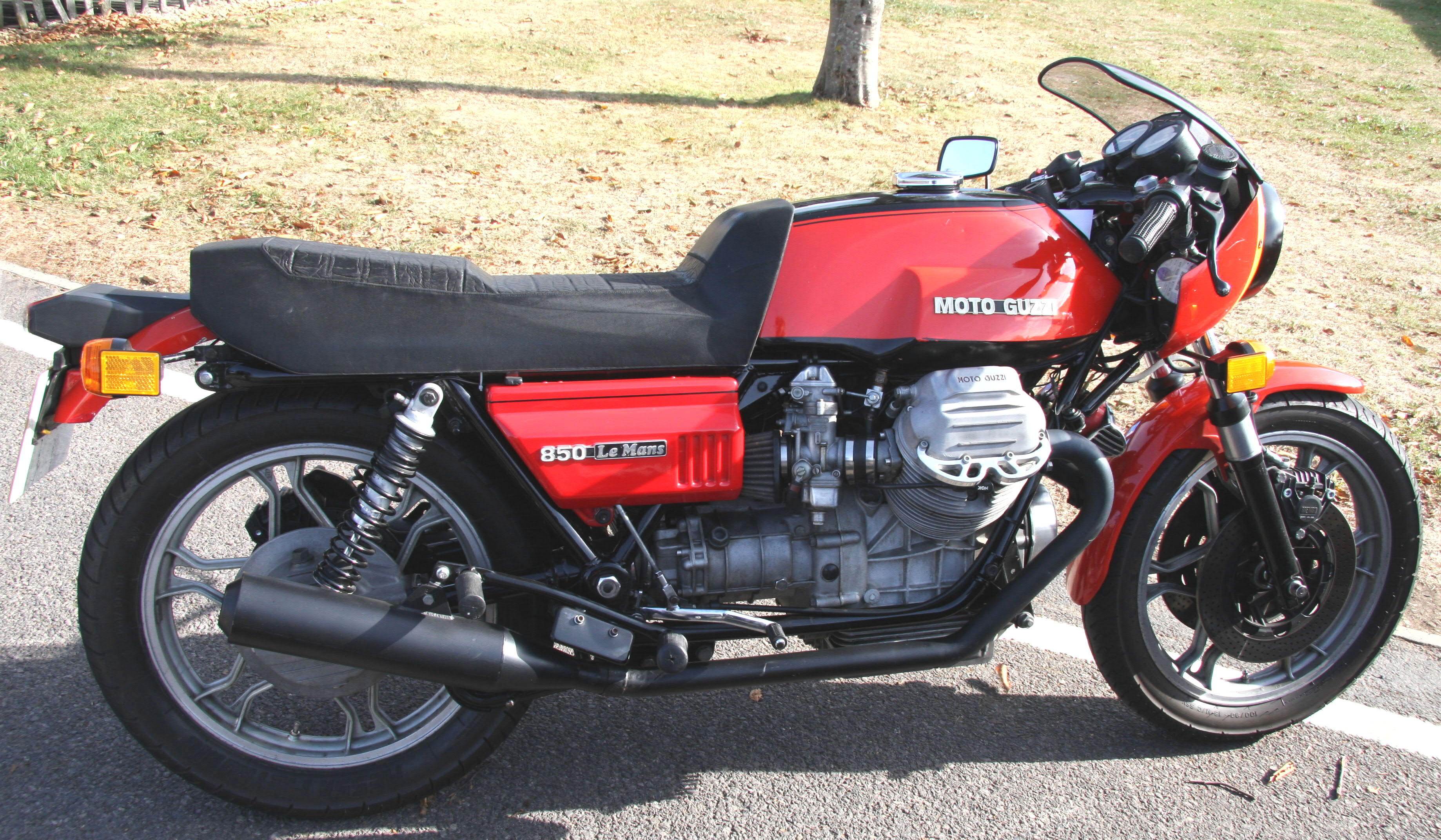
Moto Guzzi Le Mans 850

1975 novemberében a Guzzi először a milánói kiállításon mutatta be a 850 Le Mans-t, amelyet sokkal később „figyelemre méltóan agresszív és vonzó motorkerékpár”-ként jellemeztek. Ma a korai változatok, különösen az I-es sorozat, az egyik legikonikusabb és leggyűjtőképesebb Guzzinak számítanak. A más olasz szupermotorokkal is versenyre kelő marketingsiker négy későbbi modellt szült a Mark II-től a csúcspontjáig, a Le Mans 1000-ig, vagyis a Mark V-ig, az 1990-es években. A kezdeti modellt széles körben, de tévesen Mark I-ként ismerik. Technikailag ez egyszerűen a 850 Le Mans. Nevét a franciaországi 24 órás hosszú távú verseny és versenypálya tiszteletére kapta. A Mark I-nek két gyártási szériája volt, kisebb módosításokkal. Az első, 1. sorozat néven ismert sorozat a kerekded CEV fék-/ hátsó lámpát használta, amelyet az évtized számos olasz motorkerékpárján alkalmaztak. Bár gyakran állítják, hogy ebből kevesebb mint 2000 darab készült, Ian Falloon azt állítja, hogy 1975-ben 219 darabot gyártottak, 1976-ban pedig további 2532 darabot, bár lehetséges, hogy ezek egy része az év végén gyártott Series 2 motor volt. A 2. sorozatból összesen mintegy 4000 darab készült (1977-ben 2548 darab, 1978-ban 1737 darab). Falloon a teljes Mark I-es gyártást 7036 darabnak adja meg. A 2. sorozatban De Tomaso által tervezett téglalap alakú hátsó lámpát/visszaverőt és módosított hátsó védőburkolatot használtak. Ezt használták a Mark II és SP modelleken is. A hátsó lámpa és a hátsó védő volt a legnagyobb változás az 1. és a 2. sorozat között, de más módosítások közé tartozott a kilométeróra későbbi beépítése, a fekete villalábak, a nagyobb méretű kettős ülés, amely felváltotta a hasadásra hajlamos eredeti ülést, a kipufogócső sarokvédője és a gyengébb üzemanyagcsapok. A „főzős” T3 modellhez képest a többletköltségekből olyan teljesítménynövelő elemeket fizettek, mint a nagy tömörítésű, domború dugattyúk, a nagyobb beömlő- és kipufogószelepek és a Dell'Orto 36 mm-es pumpás karbidok szűrő nélküli, szürke műanyag sebességfokozatokkal. A legtöbb Mk I-es motorkerékpár ragyogó vörös színű volt, bár nagyon kis számú példányt jégkék metálfényűre festettek. A 2. sorozatú motorokból rendkívül kevés meg fehér volt.
1979-ben V35 néven mutatták be a Lino Tonti mérnök által tervezett léghűtéses V-kettes motor kis blokkos változatát. A bevezetésekor radikális konstrukció vízszintesen osztott forgattyúházzal és Heron-fejekkel rendelkezett. Az előbbi a korabeli japán motorkerékpárok tervezésének általános jellemzője volt, míg az utóbbit széles körben használták az autómotoroknál. Mindkét jellemző lehetővé tette a hatékonyabb tömeggyártást, valamint a motor és a kapcsolódó alkatrészek kialakítása révén a korabeli 850 T3-as motor súlya 548 fontról (249 kg) a V35-ösé 385 fontra (175 kg) csökkent. Az eredeti V35 teljesítménye 35 lóerővel (26 kW) versenyképes volt a korabeli hasonló lökettérfogatú motorokkal – a későbbi, nagyobb változatok (V50, V65, V75) hamar lekörözték a konkurens vízhűtéses motorokat. A Breva és a Nevada ma a Tonti V35-ös motorjának leszármazottja: a 750 cm3-es V-kettes, 48 lóerős (36 kW) teljesítményű motor. Könnyű karbantarthatóságával, tartósságával és egyenletes, lapos nyomatékgörbéjével a motorkonstrukció továbbra is alkalmas a mindennapi, valós helyzetekben.
Ahogy a Guzzi továbbfejlesztette a V-twineket, a teljesítményt a nyolcvanas évek közepén növelték, amikor a Guzzi megalkotta a "small block" sorozat négyszelepes változatait. Ezek közül a 650-es és a 750-es 60 lóerős (45 kW), illetve 65 lóerős (48 kW) teljesítményű volt. A négyszelepes "small block" motorok gyártása az 1980-as évek végén befejeződött.
A Moto Guzzi integrált hidraulikus fékrendszert használ, ahol a jobb első tárcsa a kormánykarról, míg a bal első és a hátsó tárcsa a lábfékről működik.
A Guzzi későbbi 1970-es és 1980-as évekbeli motorkerékpárjain használt patronos első villa Guzzi találmány. Ahelyett, hogy a csillapító olajat a villa tartalmazná, az egy patronban van. A villában lévő olaj kizárólag a kenést szolgálja.
Még mindig a De Tomaso égisze alatt, 1988-ban a Benelli és a SEIMM egyesült, és létrehozta a Guzzi Benelli Moto (G.B.M. S.p.A.) vállalatot. Ebben az időszakban a Moto Guzzi a De Tomaso tulajdonában lévő G.B.M.-en belül létezett, de 1996-ban ünnepelte 75. születésnapját és a Moto Guzzi S.p.A. nevének visszaállítását. 1996-ban a De Tomaso Trident Rowan Group, más néven TRG lett.

### 2000–2004 – Aprilia-évek
Ivano Beggio vezetésével az Aprilia S.p.A. 2000. április 14-én 65 millió dollárért felvásárolta a Moto Guzzi S.p.A.-t. Az eredeti sajtóközlemény szerint a szándék az volt, hogy a Moto Guzzi központja Mandello del Lario-ban marad, és megosztja az Aprilia technológiai, K+F képességeit és pénzügyi forrásait is. A megállapodás rövid életű maradt, mivel az Aprilia maga is pénzügyi nehézségekkel küzdött. Ugyanabban az időben, amikor az Aprilia megpróbált más gyártási területeken diverzifikálni, az új olasz törvények, amelyek a motorosok számára sisakot írnak elő, és a tizenéves motorosok biztosítási díjait emelik, súlyosan befolyásolták a vállalat jövedelmezőségét. Ennek ellenére az Aprilia nagy összegeket fordított a Mandello Moto Guzzi gyár felújítására, amelyet végül be is fejezett. A Ducati Motor Holding az Aprilia pénzügyi nehézségei alatt ismét ajánlatot tett a Moto Guzzira, ahogyan korábban is tette, amikor az Aprilia 2000-ben megvásárolta a Moto Guzzit. A többi lehetséges vevő között szerepelt a Kymco és a BRP leányvállalata, a Rotax is, és a Kymco tette állítólag a legmagasabb ajánlatot. A Moto Guzzi összeszerelő üzem 2004 márciusában rövid időre bezárt a pénzügyi nehézségek miatt.

### 2004-től – Piaggio-évek
2004 december 30-án a Piaggio & C. S.p.A. felvásárolta az Apriliát. A Moto Guzzi S.p.A. hivatalosan is a Piaggio Unico Azionistája lett, az Immsi S.p.A. része. A beruházások lehetővé tették egy sor versenyképes új modell gyors egymásutánban történő bevezetését.
2007 novemberében a Moto Guzzi bemutatta a retro témájú 2008-as V7 Classicot a Milánóban megrendezett Motorkerékpár és Kerékpárgyártók kiállításon. Európában 2008 közepén volt kapható, és a Moto Guzzi 2008 végén jelentette be, hogy az amerikai vásárlók számára is elérhetővé teszi. A vállalat megkezdte a Guzzi eredetiek limitált gyűjtői kiadásainak gyártását.

### Kulcsemberek
Az alábbiakban felsoroljuk a Moto Guzzival az indulás óta kapcsolatban álló legfontosabb személyeket.
Alapítók:
- Carlo Guzzi (1889–1964): Giovani Ravellivel és Giorgio Parodival – mindketten az olasz légierő mechanikusai voltak – együtt tervezte meg a márkát. 1964 novemberében, 75 évesen halt meg.
- Giorgio Parodi (1897-1955): repülőgép-pilóta, akinek apja finanszírozta az eredeti vállalatot.
- Giovanni Ravelli (megh. 1918): az eredeti három barát egyike, aki egy motorkerékpárokat tervező és értékesítő céget – a későbbi Moto Guzzit – tervezett, nem volt jelen a Moto Guzzi 1921-es hivatalos születésénél, mivel egy 1918-as repülőgép-szerencsétlenségben életét vesztette. Amikor találkozott Guzzival és Parodival, már elismert motorversenyző volt, hiszen 1913-ban egy Premier 500-as motorral részt vett a Tourist Trophy versenyen.

Mérnökök:
- Giulio Cesare Carcano: 1936-tól 1966-ig a Guzzi mérnöke, a DOHC V8-as motor és a Moto Guzzi szinonimájává vált léghűtéses V-kettes motor feltalálója. 2005 szeptemberében halt meg, miután második karrierje után haditengerészeti építészként dolgozott, de nyugdíjas korában is a Moto Guzzi szolgálatában állt.
- Umberto Todero: A Moto Guzzihoz 1939-ben csatlakozott, és pályafutása az eredeti alapítóktól kezdve a SEIMM, de Tomaso és Aprilia éveken át a Piaggio tulajdonába került. Még a vállalat szolgálatában halt meg 2005 februárjában.
- Lino Tonti: mérnök, 1967-ben csatlakozott a vállalathoz Carcano helyett, kifejlesztette a V7 Sportot, a kis blokkos V50-et és a Tonti Frame-et.

Versenyzők:
- Giuseppe Guzzi (1882. augusztus 14. – 1962. június 6.): A híres GT Norge motorral vett részt az 1928-as sarkköri túrán, hogy kipróbálja az első motorkerékpár hátsó lengőkaros felfüggesztését.
- Stanley Woods: nagyra becsült motorversenyző, aki a Moto Guzzi motorosok kapitányaként számos Isle of Man TT győzelmet aratott.
- Omobono Tenni: 47 győzelmet ünnepelhetett a Moto Guzzi színeiben az 1933 és 1948 közötti időszakban.
- Bill Lomas: 1955-ben és 1956-ban megnyerte a Moto Guzzi 350 köbcentis motorral a világbajnokságot, többhengeres gépeket győzött le aerodinamikus egyhengeres motorjával. A Mandello Guzzi Múzeumban van egy részleg, amely Lomas két világbajnoki győzelmének és a legendás Moto Guzzi Grand Prix 500 köbcentis V8-as motorral való szereplésének van szentelve.
- John Wittner: Umberto Todero mérnökkel, az 1000 Daytona kézművese.

## Termelési adatok
- 1929: 2500 egység
- 1971: 46 487 egység (történelmi csúcs)[12]
- 1993: 3274 egység (történelmi mélypont)[12]
- 1994: 4300 egység (kb.)[12]
- 1997: 5600 egység (kb.)[12]
- 1998: 5647 egység[13]
- 1999: 6275 egység[12]
- 2004: kevesebb, mint 4000 egység[14]
- 2005: kevesebb, mint 5000 egység[15]
- 2006: több mint 10 000 egység[14]
- 2011: 5763[16]
- 2012: 6664[17]
- 2013: 6800[18]

## Műszaki újítások

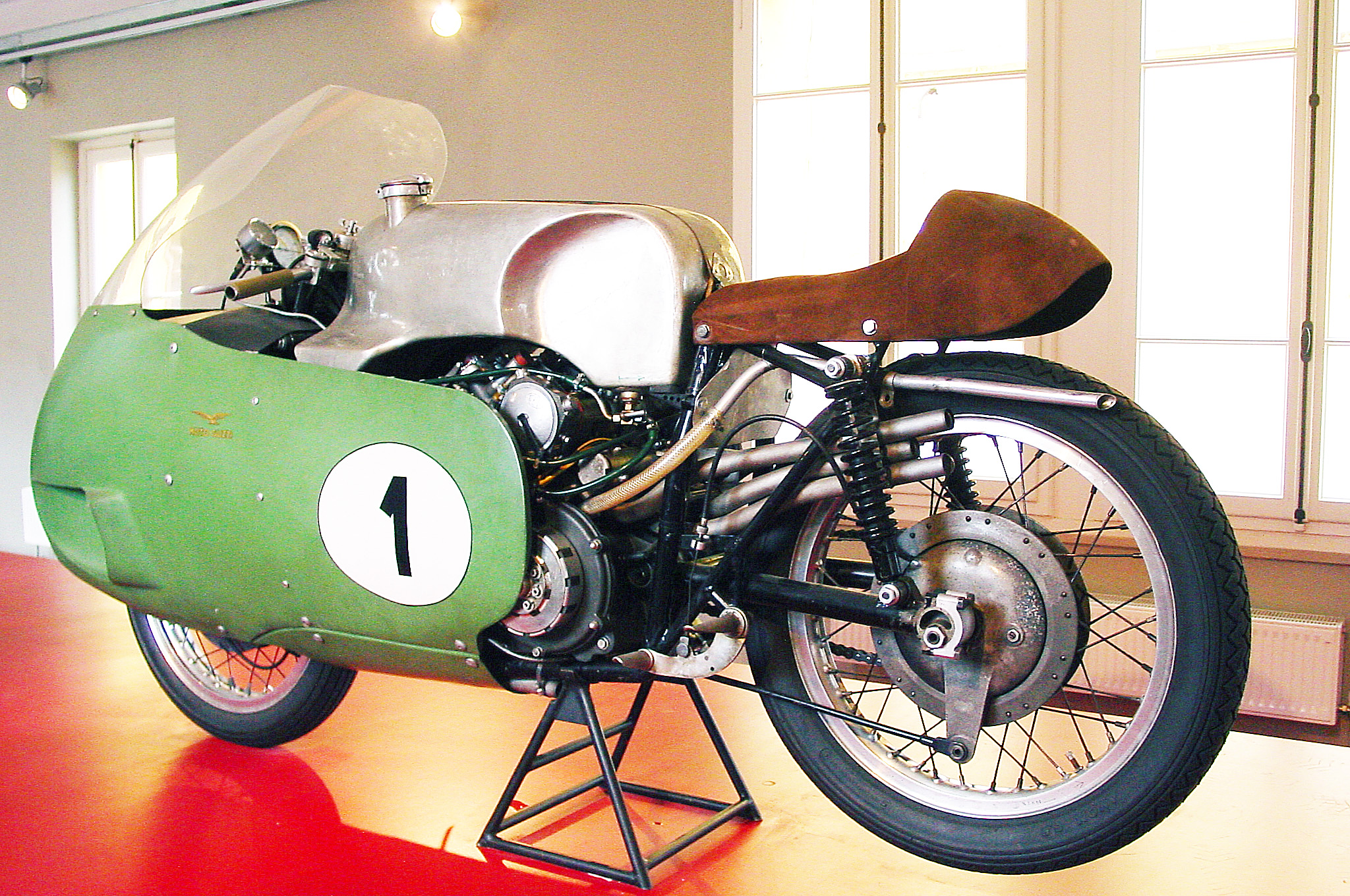
A DOHC V8 Grand Prix motorkerékpár: 170 mi/h 1957-ben

### CARC

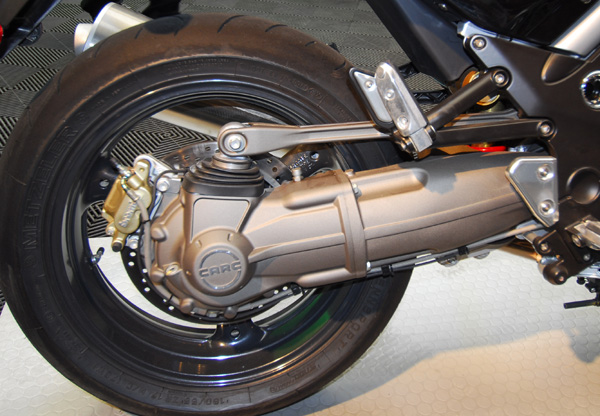
Griso 1100 CARC: Kompakt reaktív hajtótengely

(Cardano Reattivo Compatto): Egy bizonyos teljesítményszint felett a hajtás-tengely elrendezések egymással versengő erői súlyosan megzavarhatják a motorkerékpár felfüggesztését (különösen gázadáskor), ezt a jelenséget „tengelyfelhúzásnak” nevezik. A Moto Guzzi 1993-ban a Daytonával vezette be az első billenésgátló rendszert, és ezt a konstrukciót a 2005-ös V11 Sport révén továbbfejlesztette. A Guzzi később bevezette a CARC-rendszert, amely a BMW Paralever konstrukcióját utánozza, és ugyanazt a funkciót szolgálja. A Kawasaki hasonló okokból vezette be a Tetra-lever rendszerét a Kawasaki Concours 14-en (1400 GTR néven is ismert). Arturo Magni (1925-2015) az 1980-as évek elején „parallelogrammo” hátsó felfüggesztés készletetárult a hasonló nyomatékgátló problémák megoldására.
A Moto Guzzi Breva 750, a Nevada 750 és a California Vintage nem éri el azt a küszöbértéket, amelynél hajtáslánc-lengésgátló rendszerre van szükség.
A Breva 1100, Griso, Norge, Bellagio, Stelvio és 1200 Sport a Guzzi nemrégiben szabadalmaztatott lengőkar rendszerével rendelkezik, amelyet Compact Reactive Shaft Drive néven forgalmaznak – más néven Ca. R.C. vagy CARC –, amelyet 2005-ben vezettek be a Breva 1100-as modellel. A rendszer úszó nyomatékkarok segítségével elválasztja a tengelyes véghajtás nyomatékreakcióját a felfüggesztéstől, és ezáltal kiküszöböli a tengelyes hajtásrendszerekre jellemző hirtelenséget gyorsításkor vagy gázadáskor – mégis csendes, megbízható és alacsony karbantartási igényű hajtásrendszert biztosít. Az értékelők a CARC-rendszernek tulajdonítható kiváló fékezési teljesítményt és a hajtáslánc egyenletességét figyelték meg.

### Hátsó lengőkar felfüggesztés
1928-ra a hosszú távú motorkerékpár-utazást a hatékony hátsó felfüggesztés hiánya korlátozta. Addig az alternatív konstrukciók a torziós merevséget áldozták fel, ami a kényelmet növelte, de a kezelhetőséget súlyosan veszélyeztette. Carlo Guzzi és testvére, Giuseppe egy rugalmas vázat tervezett, amely egy négy rugót magába foglaló acéllemezdobozból, valamint egy csövekből és fémlemezből készült lengőkarból állt. Az első Moto Guzzi motorkerékpár, amely ezt a felfüggesztést alkalmazta, a G.T. (Gran Turismo, Grand Touring) nevet kapta, és a felfüggesztés bizonyítására – és a Moto Guzzi reklámozására – a testvérek egy kihívást jelentő 4000 mérföldes (6400 km) utat terveztek Mandello del Lario-tól az észak-norvégiai Capo Nord-ig. Az európai utak akkori nagyon rossz állapota ellenére Giuseppe Guzzi négy hét alatt érte el a sarkkört. A rugalmas vázas hátsó felfüggesztést azonnal bevezették a sorozatgyártású gépeken, ami átalakította a motorkerékpár használhatóságát mindennapi közlekedési eszközként. 2006-ban a Moto Guzzi az 1928-as „rajtaütést” követte vissza, hogy bemutassa a Norge 1200-as modellt. A "Norge" szó norvégul annyit tesz, mint "Norvégia".

### Az első DOHC V8-as motorkerékpár motor

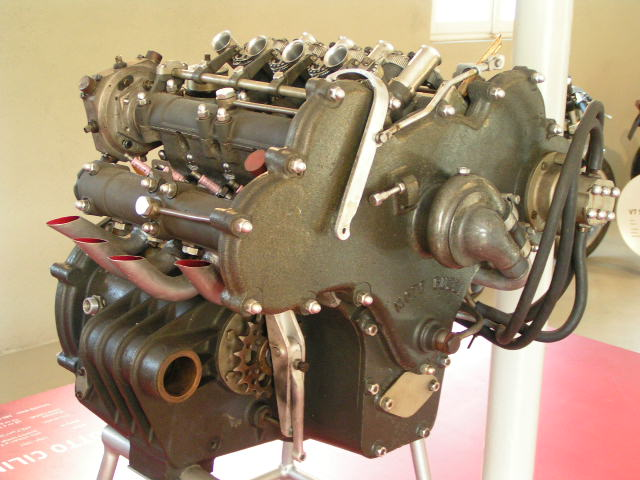
A DOHC V8 a Moto Guzzi Múzeumban, Mandello del Larióban

Az 1955-ben bemutatott Moto Guzzi Grand Prix V8 egy 500 köbcentiméteres versenymotor volt, amely V8-as, kettős vezérműtengelyes (DOHC) motorral volt felszerelve. A motort Giulio Carcano, Enrico Cantoni, Umberto Todero, Ken Kavanagh és Fergus Anderson tervezte, közvetlenül az 1954-es Monzai Nagydíj után, és Dr. Carcano tervezte. A motor furata és lökete 44,0 mm × 40,5 mm (1,73 in × 1,59 in) volt: hengerenként két szelep volt. A teljesítmény 80 lóerő (60 kW) körül volt 12 000 fordulat/perc fordulatszámon, ami körülbelül 10-15 lóerővel (7,5-11,2 kW) több, mint a rivális négyhengeres MV Agusták és Gilerák teljesítménye.
A motor példátlan volt. A motorkerékpár képesnek bizonyult 280 km/h (172 mph) sebesség elérésére – harminc évvel azelőtt, hogy a Grand Prix motorkerékpár-versenyeken újra elérték volna ezt a sebességet. Az Otto Cilindri azonban nehezen vezethetőnek, valamint bonyolultnak és költségesnek bizonyult az építése és karbantartása – a motorok törött forgattyús tengelyekkel, túlmelegedéssel és görcsökkel küzdöttek –, mindez azon túl, hogy a motor veszélyt jelentett magukra a versenyzőkre is. 1957-re két motor állt rendelkezésre, és senki sem volt hajlandó további fejlesztés nélkül versenyezni a motorral, ezért a motort kivonták a forgalomból.

### Motorkerékpár-szélcsatorna

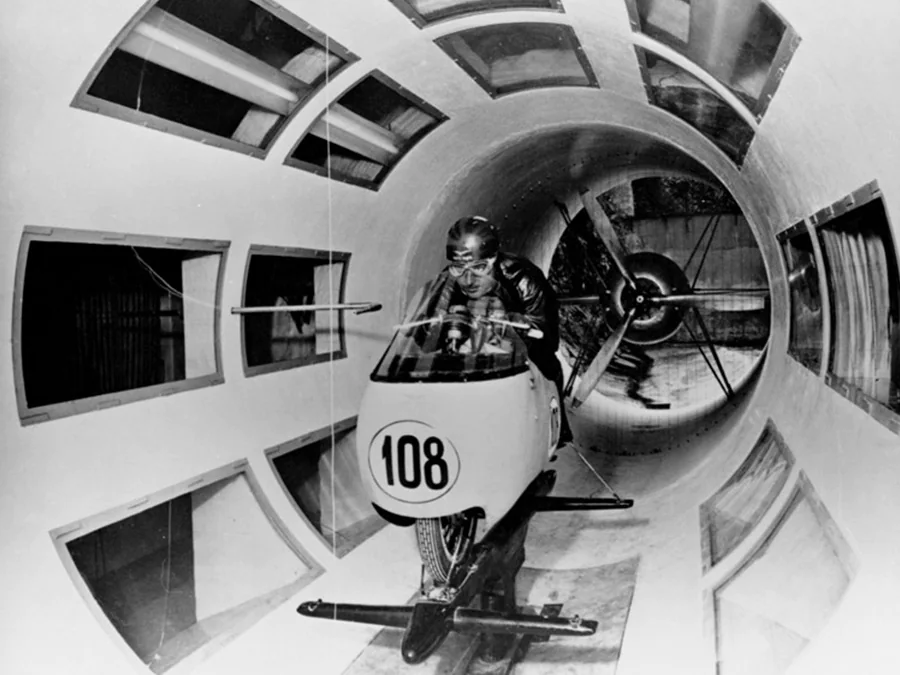
Belső nézet, A Moto Guzzi szélcsatorna, Moto Guzzi központja, Mandello del Lario, Olaszország, c. 1950-es évek

1950-ben a Moto Guzzi létrehozta az első motorkerékpár szélcsatornát, a La Galleria del Vento-t, amely 1:1 prototípusok tesztelésére volt alkalmas a Mandello del Lario gyárban, lehetővé téve ezzel a vállalat számára az integrált burkolat forgalomba hozatalát. A szélcsatorna lehetővé tette a versenyzők számára, hogy utánozzák a valós vezetési körülményeket, és optimalizálják ülésüket és testhelyzetüket különböző versenysebességeknél – ez példátlan előny volt a verseny- és a sorozatgyártású motorkerékpárok számára. A motorkerékpár prototípusgyártás során a Moto Guzzi finomítani tudta a motorkerékpár körüli légáramlatot, kialakíthatta a motoros körül a csendes levegő burkát, csökkenthette a homlokfelületet, optimalizálhatta a levegő áramlását és maximalizálhatta az üzemanyag-fogyasztást.
A szélcsatorna kialakítása a nyitott áramkörű Eiffel-típus (Gustave Eiffel, a párizsi Eiffel-torony tervezője után) módosított változata, amely három részből áll. A levegőt a 8,2 m (26,9 láb) nyílású "Levegőcsatornába" szívják be, a levegő sebessége egyre kisebb átmérőjű csatornákon haladva növekszik, és a 2,6 m (8,5 láb) átmérőjű "Tesztkamrában" éri el a maximális szélsebességet, végül pedig a ventilátort – egy 310 LE (231 kW) teljesítményű villanymotorral hajtott, háromlapátos, változó sebességű légcsavar – tartalmazó "Kimeneti/kiáramlási" csatornán keresztül távozik.
A vizsgáló kamrán kívül, a központi részleg mellett található egy vezérlőterem, ahol a ventilátormechanizmusok vezérlése és a mérőműszerek találhatók. A kamrán kívül található egy nagyméretű "Scala Convenzionale" vagy "Hagyományos skála", amely a motorkerékpár (és a motoros) által az áthaladó levegőnek nyújtott ellenállás különböző mértékét jelzi. A tárcsa kerülete körül minden egyes foknál piros fények jelzik vizuálisan a motoros és a vizsgáló személyzet számára. Ez a nagyméretű skála a motoros számára a tesztelés során az alagútban látható marad, és a motoron való átállással meghatározhatja a változó és optimális ellenállást. A második mérőeszköz egy alkohollal töltött mikro-manométer volt, amely egy Pitot-csőhöz csatlakozott, amelyet az alagútban lévő légáramlással 90 fokos szögben helyeztek el.
Nem ismert, hogy jelenleg milyen mértékben használják a szélcsatornát. A Norge 1200 2005 decemberi sajtóközleménye szerint a motorkerékpárt "alaposan tesztelték" a Mandello szélcsatornában. Az Aprilia, amely a Moto Guzzival azonos csoporthoz tartozik, kapcsolatot tart fenn a Perugiai Egyetem aerodinamikai programjával, ahol a számítógépes szimulációk a gyakorlati tesztekkel kombinálva (kisebb alagutakban, méretarányos modellekkel végzett) gyakorlati tesztekkel hatékonyabban és gazdaságosabban tudnak pontosabb tesztelést és visszajelzést biztosítani.

### Teherautó-motorkerékpár hibrid
Az 1928-ban gyártott Ercole (Hercules) 800 font (363 kg) teher szállítására volt alkalmas. A Guzzi 1928 és 1980 között számos "áruszállító járművet" gyártott, 50 köbcentimétertől 500 köbcentiméterig.

### Nagykerekű robogó

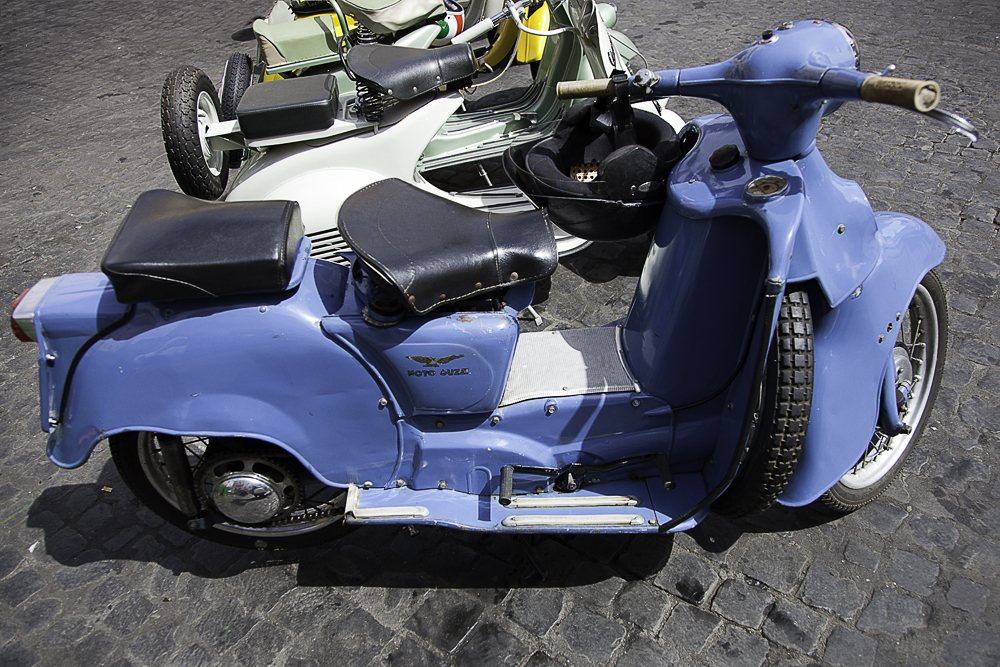
A Moto Guzzi nagy kerekű robogója

Bár a robogó tervezési kritériumai egyre inkább változóvá váltak, a robogó történelmileg kis kerekekkel rendelkezett – különösen a háború utáni Olaszországban (a vadászrepülőgépek leszállógumiabroncsainak hatalmas készletei miatt, amelyeket a háború végeztével feleslegessé tettek és feleslegként eladtak). Ez a konfiguráció, valamint a kompakt motor lehetővé tette a robogó jellegzetes, lépcsős kialakítását. A Galletto 160 1950-es bevezetésével a Moto Guzzi kifejlesztett egy nagykerekű robogót. A nagyobb és nehezebb kerekek nagyobb giroszkópikus erőt és ezáltal nagyobb egyensúlyt biztosítottak. A nagykerekű robogók csökkentették a kátyúkkal szembeni sérülékenységet is. A Galletto nemcsak nagyobb kerekeket kínált, hanem saját pótkereket is hordozott.

## Motorkerékpár-modellek

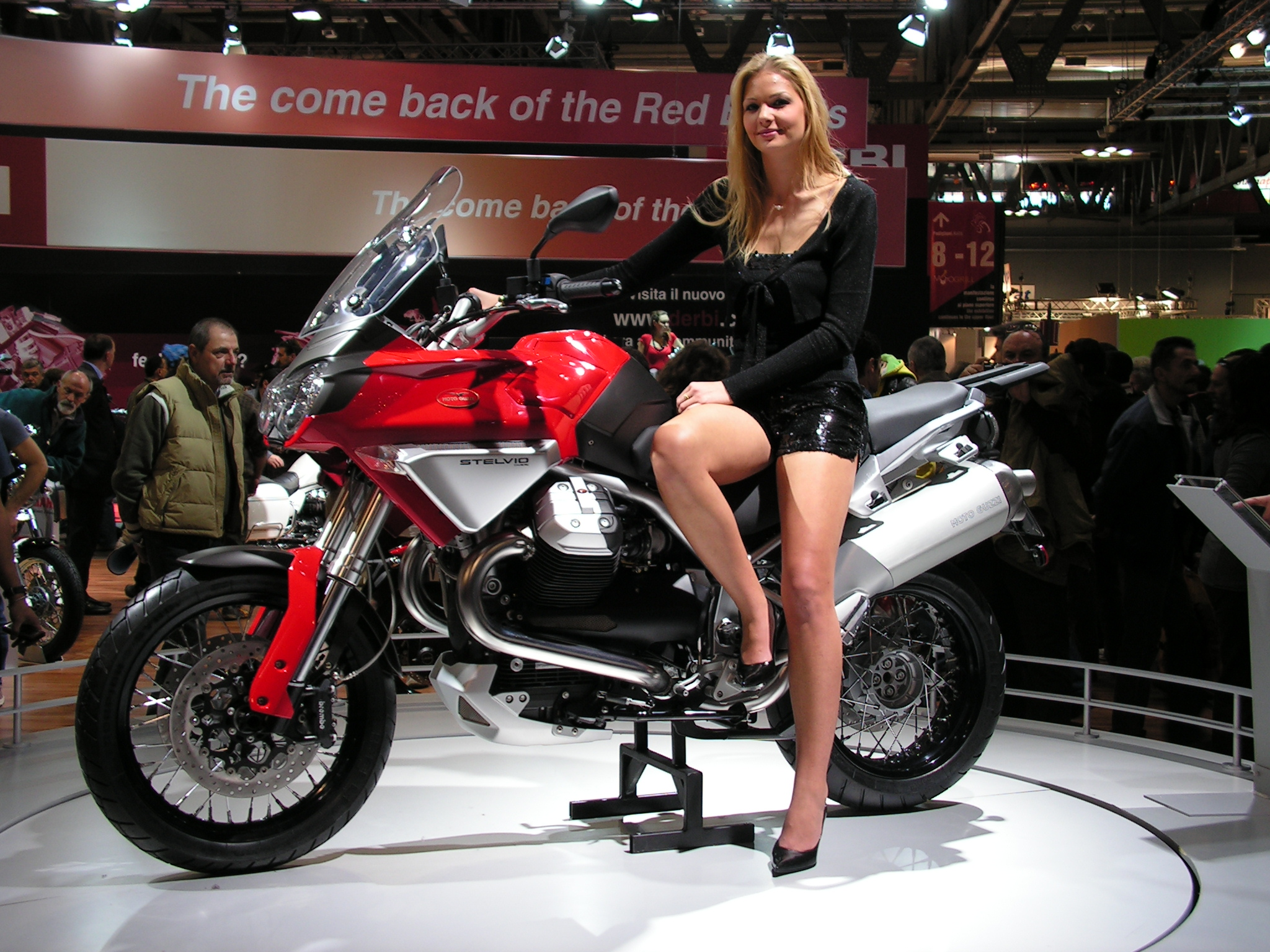
Moto Guzzi Stelvio

A Moto Guzzi jelenleg gyártásban lévő modelljei a következők: , V7 850, V9 bobber. 2019-ben a Guzzi kiadta a V85 TT Adventure-t, amely két változatban kapható; egy utcai változat városi ingázáshoz és országúti kirándulásokhoz, és egy rally stílusú csomag, amely inkább terepre összpontosít. A Guzzis bejelentette első vízhűtéses motorkerékpárjának megjelenését; az 1050 köbcentis v100 Mandello. Ez egy előkelő sporttourer lesz 115 lóerővel és 77ftlbs nyomatékkal. Lásd a Moto Guzzi weboldalát.
A Guzzi számos történelmi verseny- és katonai motorkerékpárt készített. A történelmi versenyzői örökséget a Le Mans-i modellcsalád testesíti meg a legjobban, amelyet még ma is stílusos mesterműnek és a motorkerékpár-tervezés művészeti formájának tartanak.
A Moto Guzzi története különböző időszakaiban kifejezetten a katonai és rendőri erők számára gyártott modelleket. Az olasz rendőrség és hadsereg, valamint az Egyesült Államok különböző rendőri szervei (pl. LAPD) Moto Guzzi motorokat használtak flottájukban. A Guzzi jelenleg a modellcsalád rendőrségi változatait forgalmazza – a Breva (mindhárom modell) a leggyakoribb, valamint a Norge, amelyet a berlini rendőrség vett át.

## Gyár, cégközpont és múzeum
A Moto Guzzi központja 1921 óta a Comói-tó Leccó-i ágán, Mandello del Lario-ban található. A létesítmény 300 m²-es méretben kezdte meg működését, és az 1950-es évek elejére a Moto Guzzi 24 000 m²-es (260 000 m²) területet foglalt el, több mint 1500 alkalmazottal. 1999-ben a komplexum egy-, két- és háromszintes épületekből állt, amelyek több mint 54 000 m²-t (580 000 négyzetméter) foglaltak magukban, és a termelési kapacitás körülbelül 50%-án működtek.
Az Aprilia tulajdonosi ciklusa alatt a Guzzisti és a Mandello gyár dolgozóinak tiltakozása miatt az Aprilia fontolgatta, hogy az egész üzemet Monzába költözteti. Ehelyett az Aprilia 2004-ben 45 millió dollárért felújította a gyárat.
A Mandello eredeti telephelyén található a vállalat székhelye, a gyártóüzem, a történelmi szélcsatorna, a vállalati könyvtár és a múzeum. A Moto Guzzi Múzeumban a vállalat történetének modelljei, a Guzzi mérnöki történetét bemutató motorok és egy sor fontos prototípus látható. A múzeum a nagyközönség számára is nyitva áll, és egy ajándékboltot is magában foglal, ahol könyveket, ruhákat és kiegészítőket lehet vásárolni. A Moto Guzzi jelenleg nagyjából 250-300 alkalmazottat foglalkoztat, és évente több mint 10 000 motorkerékpárt gyárt.
A Moto Guzzi gyár évtizedeken át a tetőn (és a bejárati kapu felett is) egy sor belülről világító, "Moto Guzzi" feliratú nyomtatott betűvel volt ellátva. 2007 májusában az eredeti, elöregedett és kopott tetőfeliratot egy új, világosabb feliratra cserélték, amelyen a jelenlegi hivatalos logó és írásjelek szerepelnek. Ezzel egyidejűleg a gyár bejárati kapuja is megkapta a felirat új, téglalap alakú változatát.

## Ügyfél-elkötelezettség
2001 óta a Moto Guzzi évente megrendezi a Giornate Mondiali Guzzit, más néven GMG-t vagy World Guzzi Dayst, amely a rajongókat Mandellóba invitálja. 2006-ban több mint 20 országból több mint 15 000 Guzzi-rajongó utazott Mandellóba az eseményre.

## Fordítás
Ez a szócikk részben vagy egészben  a   Moto Guzzi című angol Wikipédia-szócikk ezen változatának fordításán alapul.  Az eredeti cikk szerkesztőit annak laptörténete sorolja fel. Ez a jelzés csupán a megfogalmazás eredetét és a szerzői jogokat jelzi, nem szolgál a cikkben szereplő információk forrásmegjelöléseként.